# 5430 Luu
5430 Luu  là tên của một thiên thạch trong vành đai chính do nhà nữ thiên văn học người Mỹ Carolyn Jean Spellmann Shoemaker tại đài thiên văn Palomar phát hiện năm 1988.
5430 Luu được đặt theo tên của một tiến sĩ thiên văn học người Mỹ gốc Việt là Jane Lưu do công phát hiện ra Vành đai Kuiper vào năm 1992, cùng với giáo sư hướng dẫn của cô là David C. Jewitt, tại đài thiên văn ở Hawaii . Về các thiên thạch trong vành đai Kuiper, cô Jane phát biểu:
"Chúng tôi đã phát hiện có hàng triệu thiên thạch ngoài đó, bên mép rìa Thái Dương Hệ, trong vành đai Kuiper giống như hành tinh Diêm Vương Tinh vậy.... Khám phá này làm hoàn toàn thay đổi quan niệm của chúng ta về định nghĩa hành tinh là gì."